# Francisco Cepeda
Pour les articles homonymes, voir Cepeda.
Francisco Cepeda, né le 8 mars 1906 à Sopuerta en Espagne et décédé le 14 juillet 1935 à Grenoble à la suite d'une chute dans le Tour de France dans la descente du col du Galibier, est un coureur cycliste espagnol. Il est ainsi le premier cycliste à avoir eu un accident mortel lors d'une étape du Tour de France.

## Biographie
Fils d'un riche industriel et lui-même juge municipal, Francisco Cepeda a participé à trois Tours de France.
Francisco Cepeda grandit dans une famille aisée (son père est un riche industriel) composée d'une fratrie de six enfants, avec quatre frères et une sœur. Contrairement à nombre de ses rivaux de l'époque, il n'est pas devenu cycliste professionnel pour sortir des difficultés financières. Adolescent, il monte souvent sur une bicyclette pour aller 30 kilomètres plus loin près de Bilbao pour rendre visite à sa cousine Teresa. En 1925, il passe professionnel, mais conserve en même temps ses fonctions de juge municipal jusqu'en 1929, où il se consacre au cyclisme. Au total, il remporte 22 courses dans sa carrière, la plupart des compétitions locales.
Les plus grands succès de Cepeda sont ses victoires de 1925 et 1929 au Circuit de Getxo. En 1926, il termine quatrième du Tour de Cantabrie et en 1929, il remporte la Vuelta a Alava. En 1927, il est troisième du championnat d'Espagne sur route. À quatre reprises, il participe au Tour de France et à une reprise au Tour d'Espagne. En 1930, il termine 27e du Tour de France avec l'équipe nationale espagnole et devient le premier espagnol et, en même temps, le premier Basque, à terminer le Tour. Au Tour de France 1931, il est le seul Espagnol au départ, car les autres coureurs invités se sont désistés parce qu'ils ne sont pas parvenus à un accord sur leurs conditions de participation. Cepeda abandonne la course lors de la 20e étape en raison d'une septicémie. Il reprend temporairement son poste de juge. En 1933, avec Vicente Trueba, il est éliminé du Tour dès la première étape en raison d'une arrivée tardive. En 1935, il finit 17e du classement général de la première édition du Tour d'Espagne. 
Toujours en 1935, Cepeda - surnommé El Negro en raison de son teint foncé - est à nouveau au départ du Tour de France, en tant qu'individuel espagnol avec Vicente et Bachero. Son père tente de le dissuader de participer alors que ses frères le soutiennent dans ses ambitions. Le 11 juillet, lors de la septième étape entre Aix-les-Bains et Grenoble, il chute dans la descente du Col du Galibier, près du Bourg-d'Oisans. Il existe plusieurs versions de l'incident. Lâché, il était si loin derrière les premiers, que ni d'autres coureurs, ni aucun responsable n'étaient à proximité, de sorte que le déroulement de la chute n'était pas encore clair. Selon un commissaire de courses, Cepeda aurait été découvert dans un fossé. Selon une autre version, l'Italien Adriano Vignoli serait impliqué dans l'accident et des spectateurs ont tenté de remettre Cepeda sur son vélo, jusqu'à ce qu’il s’effondre quelques mètres plus loin. Des témoins ont également déclaré qu'une voiture rouge de l’organisation avait provoqué la chute. Avec une fracture du crâne, il est transporté à l'hôpital de Grenoble où il est mort trois jours plus tard, en présence de son frère Gerardo,,.
Étant donné que le corps de Cepeda avait d'autres blessures, notamment un hématome aux bras et aux jambes, une enquête préliminaire pour homicide involontaire est ouverte mais n'a pas abouti. Les abandons lors de la même étape du Français Antonin Magne et du Belge Gustave Danneels, tous deux renversés par des voitures de l'organisation du Tour, ainsi que le manque de fiabilité des jantes en duralium, sont d'autres éléments qui ont retenu l'attention des médias. En outre, il a été supposé que la direction du Tour avait tenté de dissimuler la vérité sur la mort de Cepeda. Le journal L'Auto, qui organise la course, a longuement commenté les déboires d'Antonin Magne, dissimulant l'accident de Cepeda pendant plusieurs jours.
Il est enterré dans sa ville natale. Un petit mémorial figure dans le quartier de La Baluga et une course cycliste junior, le Memorial Paco Cepeda, a eu lieu en 2012. Il reste le premier cycliste à mourir à la suite d'une chute pendant le Tour de France. En 1910, Adolphe Hélière était décédé lors du Tour de France, mais il s'était noyé lors d'une journée de repos en Méditerranée. En 1967, Tom Simpson, et en 1995, Fabio Casartelli, sont les deux autres coureurs morts sur le Tour.

## Palmarès
- 1925
  - Circuit de Getxo
- 1926
  - 2e de la Prueba Villafranca de Ordizia
  - 2e du Circuit de Getxo
- 1927
  - 3e du championnat d'Espagne sur route
- 1929
  - Circuit de Getxo
  - GP Pascuas
  - Vuelta a Alava
  - 2e du GP Vizcaya
- 1931
  - 2e de la Prueba Villafranca de Ordizia
  - 3e du GP Vizcaya
- 1932
  - 3e de la Vuelta a Alava

## Résultats sur les grands tours

### Tour de France
- 1930 : 27e
- 1931 : abandon (20e étape)
- 1933 : abandon (1re étape)
- 1935 : chute mortelle lors de la 7e étape

### Tour d'Espagne
- 1935 : 17e